# Donji Tkalec
Donji Tkalec är en ort i Kroatien.   Den ligger i länet Zagrebs län, i den nordöstra delen av landet, 40 km öster om huvudstaden Zagreb. Donji Tkalec ligger 132 meter över havet och antalet invånare är 105.
Terrängen runt Donji Tkalec är platt. Runt Donji Tkalec är det ganska glesbefolkat, med 23 invånare per kvadratkilometer. Närmaste större samhälle är Sveti Ivan Zelina, 15,8 km väster om Donji Tkalec. Omgivningarna runt Donji Tkalec är en mosaik av jordbruksmark och naturlig växtlighet.